# Takamatsu
Takamatsu (高松市 Takamatsu-shi) er en by i Japan.
Takamatsu ligger på den nordligste del af øen Shikoku. Byen har 417.814(2020) indbyggere og er hovedby i præfekturet Kagawa.